# Shimon Slavin

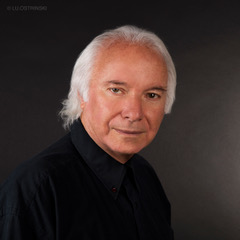
Shimon Slavin

Shimon Slavin (hebräisch שמעון סלבין; * 17. Mai 1941 in Tel Aviv, Israel) ist ein israelischer Professor der Medizin. Er gilt als Pionier im Einsatz von Immuntherapie, insbesondere vermittelt durch allogene Spenderlymphozyten, sowie in innovativen Methoden der Stammzelltransplantation zur Heilung von hämatologischen Malignomen und soliden Tumoren und beim Einsatz von hämatopoetischen Stammzellen zur Induktion von Transplantationstoleranz gegenüber Knochenmark und Spender-Allografts.
Des Weiteren hat er an der Verwendung von multipotenten mesenchymalen Stammzellen (MSC) im Sinne der regenerativen Medizin für die Behandlung von neurologischen, orthopädischen und anderen systemischen Erkrankungen gearbeitet.
Derzeit ist er medizinischer und wissenschaftlicher Direktor des Biotherapy International Center for Innovative Cancer Immunotherapy & Cellular Medicine in Tel Aviv, Israel, und medizinischer Direktor bei Superinfection, einem Unternehmen für Biotechnologie in Budapest, Ungarn.

## Ausbildung und klinische Arbeit
Slavin absolvierte das Studium der Medizin an der Hebräische Universität Jerusalem und erreichte seinen medizinischen Abschluss im Jahr 1967. Bis 1970 war er als Arzt der Kampfschwimmerstaffel der Israelische Marine zuständig. Zwischen den Jahren 1970 und 1975 absolvierte er seine Weiterbildung in der Abteilung für Innere Medizin an der Hebräische Universität Jerusalem.
Von 1975 bis 1978 folgte die Ausbildung in klinischer Immunologie und Rheumatologie in der Abteilung für Immunologie der Stanford-Universität. Es folgte die Weiterbildung im Bereich klinischer Knochenmarktransplantation unter dem verstorbenen E.D. Thomas am Fred Hutchinson Cancer Research Center in Seattle, Washington.
Nach seiner Rückkehr nach Jerusalem gründete er das für Israel landesweit erste Knochenmarktransplantationszentrum am Universitätskrankenhaus Hadassah, welches später als Israels nationales Zentrum für Knochenmarktransplantation und Krebsimmuntherapie anerkannt wurde.

## Entwicklungen in der Krebsimmuntherapie
Anfang 1987 etablierte Slavin das Konzept der Krebsimmuntherapie mit der Infusion von Spenderlymphozyten (DLI) für die Behandlung und Prävention von wiederkehrenden Blutkrebserkrankungen und war damit ein Pionier im Einsatz von allogener zellvermittelter Immuntherapie und zytokin-aktivierten Lymphozyten sowohl zur Behandlung als auch zur Prävention von Rückfällen nach allogener und autologer Stammzelltransplantation für hämatologische Malignome und auch solide Tumore.
Diese Beobachtungen, welche den therapeutischen Nutzen der Zelltherapie bestätigten, führten zur Entwicklung neuer Konzepte für die Behandlung von hämatologischen Malignomen und soliden Tumoren, wobei der Fokus auf der Nutzung von besser verträglicheren, nicht-myeloablativen Stammzelltransplantationen lag, die in der Folge weiterentwickelt wurden. Durch diese Verfahren sollen gezielt alle malignen Zellen einschließlich der Krebsstammzellen möglichst selektiv eliminiert werden, ohne dabei die verfahrensbedingte Toxizität der konventionellen Chemotherapie in Kauf zu nehmen.

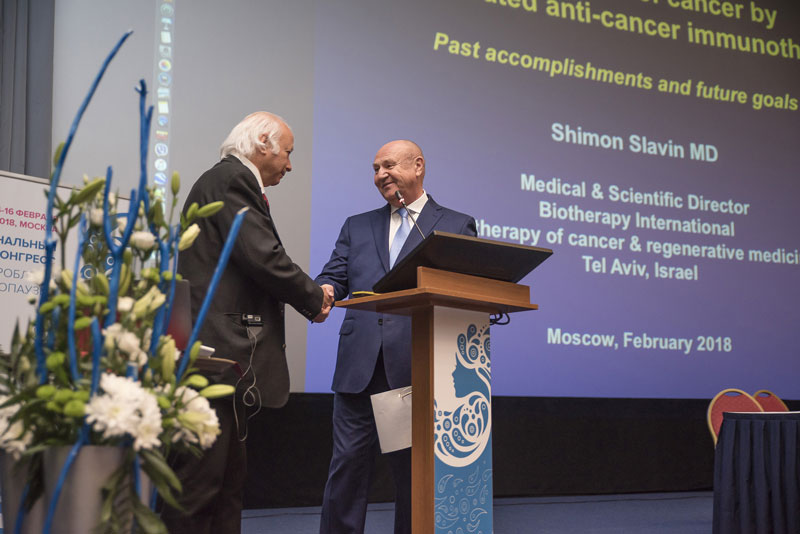
Slavin mit dem russischen Pathophysiologen Sukhikh auf der Internationalen Onkologiekonferenz in Moskau im Jahr 2017.

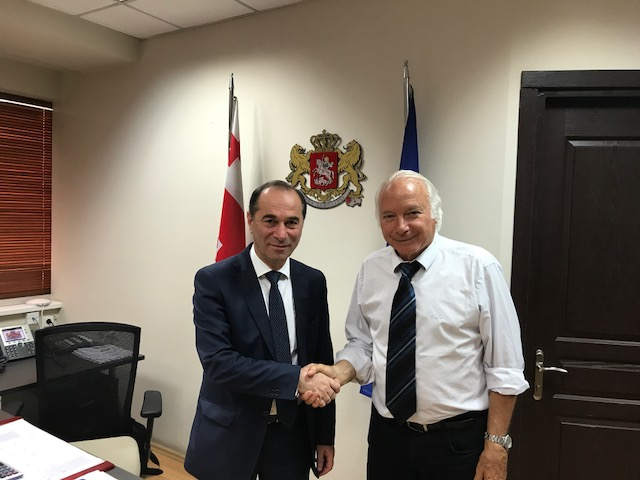
Slavin mit Zaza Sopromadze, dem stellvertretenden Gesundheitsminister Georgiens im Jahr 2017.

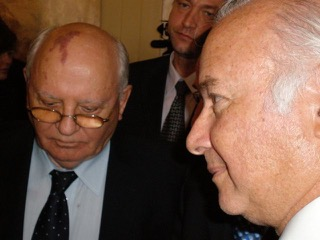
Slavin mit Michail Gorbatschow, dem letzten Staatspräsidenten der Sowjetunion.

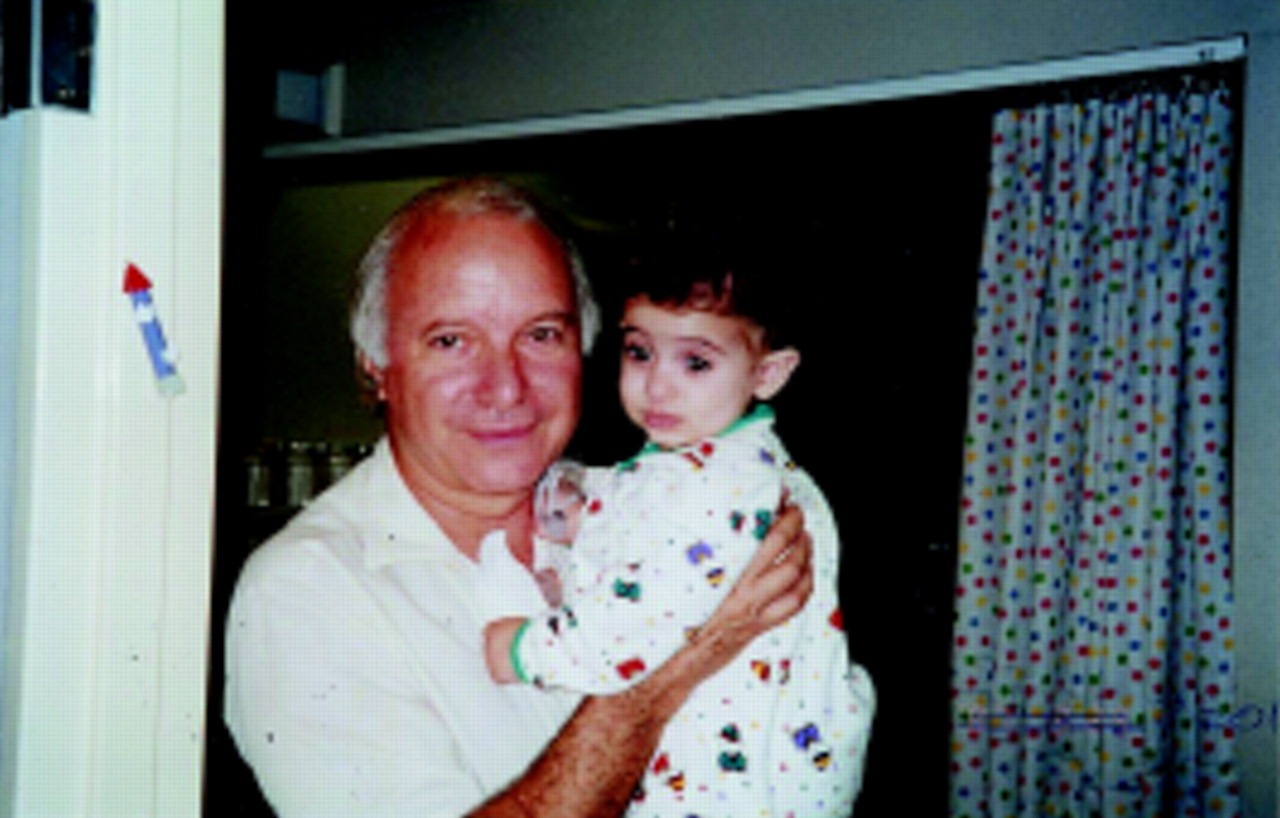
Slavin mit Baby Salsabil, nach der ersten erfolgreichen Behandlung für „Bubble Babies“ bei schwerer Immunschwäche.

Nach diesem Konzept wird die Krebsbehandlung in einem zweistufigen Ansatz durchgeführt, bei dem zuerst die Tumorverkleinerung durch konventionelle Methoden wie Operation oder Chemotherapie erfolgt und anschließend eine Immuntherapie zur Bekämpfung der minimalen Resterkrankung durchgeführt wird. In diesem Zusammenhang wurde die reduzierte Intensität der Konditionierung (RIC) oder die nicht-myeloablative Stammzelltransplantation (NST) von Slavin eingeführt, um eine sicherere Stammzelltransplantation für die Behandlung von malignen und anderen schwerwiegenden nicht-malignen Störungen zu ermöglichen, die durch den Einsatz von Stammzellen und gegebenenfalls durch eine nachfolgende Immuntherapie korrigierbar sind. RIC oder NST ermöglichten es, auch Patienten zu behandeln, die für myeloablative Verfahren beispielsweise aufgrund ihres Alters oder Begleiterkrankungen nicht geeignet waren.
Das Pharmaunternehmen Baxter International erkannte daraufhin das Potenzial der Zelltherapie und unterzeichnete eine Vereinbarung, die zu einer Investition am Hadassah Medical Center unter Slavins Leitung führte, um neue Ansätze auf Basis der Zelltherapie für die Behandlung von Krebs, Autoimmunerkrankungen und Organtransplantationen zu entwickeln, die auf neuen Methoden zur Regulation des Immunsystems statt der unspezifischen Unterdrückung des Immunsystems basieren. Entsprechend wurde Slavins Forschungszentrum von Baxter International mitgegründet und auch vom Danny Cunniff Leukemia Research Center unterstützt. Slavin war Gründer und Leiter dieses Forschungszentrums von 1994 bis 2007.
Unter der Verwendung eines Vektors gelang es Slavin und seinem Team im San Raffaele Krankenhaus in Mailand die erste erfolgreiche Anwendung von Gentherapie zur Behandlung der schweren Immunschwäche (sogenanntes „bubble baby“) zu bestreiten, welches durch einen Adenosin-Deaminase-Mangel verursacht wurde. Diese innovative Therapie führte zur langfristigen Remission ohne Anzeichen der Krankheit. Das gleiche Verfahren wurde vom Team in Mailand verwendet, um viele weitere Patienten erfolgreich zu behandeln, und diese wurden durch die erfolgreiche Gentherapie geheilt.
In jüngerer Zeit führte Slavin die Verwendung von personalisierter Krebsimmuntherapie ein, die sich auf den Einsatz von aktivierten Spenderlymphozyten konzentriert. Diese sollen gezielt gegen die jeweilige Tumorform unter Einsatz von monoklonalen und bispezifischen Antikörpern für eine effiziente Eliminierung der Tumorzellen gerichtet sein. Diese Verbindung geht mit einer weiter reichenden Immunität gegen die jeweilige Erkrankung zur Prävention von Rezidiven einher. Der Einsatz dieser innovativen zellvermittelten Immuntherapie wird mittlerweile auch in anderen Zentren zur Behandlung von ansonsten resistentem Krebs angewendet, wie bei Patientinnen mit triple-negativem Brustkrebs.
Parallel hierzu wurden Ansätze zur Transplantationstoleranz bei Graft-vs-Host-Disease und Host-vs-Graft-Abstoßungsreaktionen erforscht und weiterentwickelt, um bessere Ergebnisse bei allogenen Blut- oder Knochenmarktransplantationen und bei Organtransplantationen zu erreichen. Unter der Führung von Slavin wurde der Einsatz von monoklonalen Antikörpern gegen CD52 (Alemtuzumab) zur Prävention der Graft-versus-Host-Reaktion (GVHD), einer schwerwiegenden Komplikation der allogenen Stammzelltransplantation zugelassen. Diese Substanz erhielt später auch Zulassungen zur Behandlung der CLL und bei Multipler Sklerose. Außerdem war seine Forschung für das Konzept der Post-Transplantations-Depletion von Lymphozyten mit verantwortlich zur Besserung der Transplantationstoleranz. Durch diese Entdeckung wurde es möglich, auch nicht vollständig übereinstimmende Spender für die allogene Stammzelltransplantation zu gewinnen, wodurch der Pool an möglichen Spendern für die wartenden Patienten deutlich erweitert wurde. Zusätzlich wurden neue Ansätze zur Behandlung von schwerwiegenden Autoimmunerkrankungen auf der Basis der autologen Stammzelltransplantation etabliert sowie in jüngerer Vergangenheit auch der Einsatz von multipotenten mesenchymalen Stammzellen (MSCs) bei neuroinflammatorischen und neurodegenerativen Störungen wie der Multiplen Sklerose.
Aufbauend auf der kumulierten Erfahrung in der Zelltherapie konzentrierten sich Slavin und sein Team in den letzten Jahren auch auf den Einsatz von multipotenten Knochenmark-, Fettgewebe- oder Plazenta- und Nabelschnurgewebe-abgeleiteten MSCs für die regenerative Medizin und waren hierbei Pioniere im Einsatz von MSCs zur Behandlung bei orthopädischen Indikationen, einschließlich der Knorpelreparatur und neuer Knochenbildung. Auch Arbeiten zur Besserung der Nierenfunktion und der kontinuierlichen Behandlung von neuroinflammatorischen, neurodegenerativen und traumatischen neurologischen Störungen wurden publiziert.

## Wissenschaftliche Beiträge
Slavins primäre Forschungsarbeiten und klinische Entdeckungen wurden in über 600 veröffentlichten Artikeln und mehr als 900 nationalen und internationalen wissenschaftlichen Präsentationen dargestellt, was zu einem weltweiten Einfluss in mehreren Disziplinen führte, die meist mit der zellulären Therapie zur Behandlung von malignen und auch gutartigen aber chronisch verlaufenden Krankheiten in Verbindung stehen. Die Immuntherapie von Krebs durch Spenderlymphozyten ermöglichte die Behandlung von sonst resistenten hämatologischen Malignomen und spezifischen metastasierten soliden Tumoren bei Patienten mit Resistenzen gegenüber klassischen Therapieverfahren.
Die einzigartige Wirksamkeit von absichtlich nicht passenden Spenderlymphozyten unter Verwendung von aktivierten Killerzellen könnte ein neues Paradigma für die zelluläre Therapie von Krebs bedeuten. Hierbei wird durch die, vorübergehend im Körper des Patienten zirkulierenden, Spenderlymphozyten eine Reaktion gegen die Krebszellen induziert, wobei diese Therapie vor allem im Stadium der minimalen Resterkrankung am erfolgsversprechendsten erscheint.
Die Einführung von nicht-myeloablativer Stammzelltransplantation (NST) und reduzierter Intensität der Konditionierung (RIC) ermöglichte es, eine kurative Stammzelltransplantation für eine große Anzahl von Patienten zu ermöglichen, ohne feste Altersbegrenzungen oder starre Ausschlusskriterien durch Begleiterkrankungen. Hiervon profitierten beispielsweise auch ältere Patienten, sowie Patienten ohne Malignom, wie bei Fanconi-Anämie und chronischer Granulomatose.
Durch die Einführung der Depletion von alloreaktiven Lymphozyten unter Einsatz von Cyclophosphamid wurde der Pool von möglichen Spendern für die Patienten deutlich erweitert und so auch Transplantationen von haploidenten Familienmitgliedern ermöglicht.
Dieses Prinzip wurde auch auf die Induktion von Toleranz bei Organtransplantationen übertragen, zunächst bei Nierentransplantation mit langfristigem Erfolg in einer Fallstudie.
Weitere Entdeckungen führten zur Erkenntnis, dass eine Reinduktion der Selbsttoleranz durch eine lymphoablative Behandlung mit anschließender autologer Stammzelltransplantation möglich wäre. Dieses Konzept wird mittlerweile bei verschiedenen Erkrankungen wie Multipler Sklerose und systemischem Lupus erythematodes sowie anderen Autoimmunerkrankungen im klinischen Alltag angewandt.
Im Jahr 1977 entdeckte Slavin das erste Tiermodell für B-Zell-Leukämie/Lymphom (BCL1), welches die Möglichkeit bot, die Biologie der Lymphozyten der B-Zellen besser zu verstehen und neue therapeutische Strategien basierend auf dem präklinischen Tiermodell zu entwickeln.
Gemeinsam mit Dr. Herman Waldmann war Slavin der Erste, der den Einsatz eines Anti-CD52-monoklonalen Antikörpers (CAMPATH-1; Alemtuzumab) einführte. Ursprünglich verwendete Slavin diesen für die Prävention von Graft-versus-Host-Reaktion (GVHD) und später wurde er auch von anderen zur Prävention und Behandlung der Abstoßung von Allotransplantaten eingesetzt und schließlich von der FDA auch für die Behandlung von Multipler Sklerose zugelassen.
Slavins anfänglicher Erfolg bei der Anwendung von aus Knochenmark gewonnenen mesenchymalen Stammzellen (MSCs) zur Behandlung von neuroinflammatorischen und neurodegenerativen Störungen zusammen mit Professor Karussis lieferte die Begründung für die Verwendung von in vitro differenzierten MSCs und möglicherweise für zukünftige Anwendungen von Sekretionsprodukten der MSCs, einschließlich extrazellulärer Vesikel und Exosomen.

## Veröffentlichungen
Shimon Slavin hat mehr als 600 wissenschaftliche Veröffentlichungen (mit-)verfasst. Er ist Mitglied zahlreicher Redaktions- und nationaler sowie internationaler Beratungsgremien. Für seine Leistungen in der Grundlagenforschung und klinischen Medizin hat er mehrere internationale Auszeichnungen erhalten.
Shimon Slavin ist auch Autor von vier Büchern:
- Bone Marrow and Organ Transplantation: Achievements and Goals. Elsevier. 1984. ISBN 978-0-444-80556-0.
- Tolerance in Bone Marrow and Organ Transplantation: Achievements and Goals. Elsevier. 1985. ISBN 978-0-444-80557-7.
- The Radiological Accident in Soreq. Internationale Atomenergie-Organisation. 1993. ISBN 978-92-0-101693-5.
- Non-myeloablative Stem Cell Transplantation (NST). New Frontiers in Cancer Therapy. Darwin Scientific Publishing Ltd. 2000. ISBN 978-1-903557-00-6.

## Privatleben
Shimon Slavin wurde 1941 in Tel Aviv-Jaffa geboren, lebte jedoch zwischen 1946 und 2007 in Jerusalem. Er ist verheiratet und hat drei Kinder.